# 工部美術学校
工部美術学校（こうぶびじゅつがっこう）は、日本最初の美術教育機関であり、1876年に工部省の管轄である「工部大学校」の付属機関として設置された。1883年に廃校。
設置された学科は「画学科」「彫刻科」の二科である。純粋な西洋美術教育のみの機関であり、日本画や木彫は行われなかった。当時の「美術」が近世以前の日本文化を含んでいないこと、また、工部省が設置したことからも、日本の近代化に必要な技術として絵画・彫刻が捉えられていたことが窺える。なお、造家学科（建築科）は工部大学校に設置されていた。また、殖産興業の一環としての輸出工芸も美術の枠組みには含まれていなかった。

## 歴史
1876年（明治9年）11月6日、工部大学校の附属機関として「工部美術学校」が設置された。西欧文化の移植として当然お雇い外国人が起用されたが、全てイタリア人であった。美術の先進国として認知されていたフランスではなく、ルネサンス美術の中心地であるイタリアから招聘された点が興味深い。11月25日、彫刻奨励のため彫刻学科生徒に官費就学生を制定した。12月14日、女子生徒の入学を許可した。
画学科をアントニオ・フォンタネージ、彫刻科をヴィンチェンツォ・ラグーザが担当し、また二人と一緒に招聘されたヴィンチェンツォ・カペレッティが装飾図案、用器画を担当した（カペレッティは参謀本部庁舎の設計を手がけるなど工部大学校の建築科にも関わっていたと考えられている）。3人は1876年8月29日来日し、契約書に調印した。工部美術学校に入学した生徒は、総数でも60名を超えないと考えられている。
しかし西南戦争後の財政事情の悪化のため、十分な教育ができないと考えたフォンタネージは1878年に帰国してしまった。代わりにフェレッティ(Prospero Ferretti, 1836-1893)が招かれたが、フォンタネージに心服していた画学科の学生たちは不満をもち、多数が退学した（退学者たちは十一会を設立した）。後にフェレッチに代わり、サン・ジョヴァンニ(Achille San Giovanni)が就任した。
さらに、アーネスト・フェノロサの提言などもあって日本美術の再評価が行われ、国粋主義が台頭してきた。こうした背景の中、1882年（明治15年）6月30日に彫刻科が廃止、7月31日ラグーザを解任し、8月ラグーザは清原玉をともなって帰国し、翌1883年1月には画学科も廃止されて、工部美術学校は廃校に到った。創設後、卒業・修業証書を受けた者は35名。2月11日サンジョヴァンニを解任。

## その後
6年後の1889年、国立の美術教育機関である東京美術学校が設立されたが、当初は日本画・木彫・工芸の三科のみで、西洋美術は排されていた。これに反発した工部美術学校出身の美術作家達を中心に、同年明治美術会が設置された。

## 主な出身者
画学科
- 小山正太郎　学生から助教授に採用されたが、フォンタネージ帰国の際に辞職した。十一会に参加。
- 山本芳翠　フォンタネージ帰国前にフランス留学のため退校。
- 五姓田義松　フォンタネージ帰国前に退校。
- 浅井忠　十一会に参加。
- 松岡寿　十一会に参加。
- 中丸精十郎　第一期生。

彫刻科
- 大熊氏廣